# Sancerre
Sancerre és un municipi francès, situat al departament de Cher i a la regió de Centre – Vall del Loira. L'any 2007 tenia 1.727 habitants.

## Demografia

### Població
El 2007 la població de fet de Sancerre era de 1.727 persones. Hi havia 754 famílies, de les quals 332 eren unipersonals (131 homes vivint sols i 201 dones vivint soles), 221 parelles sense fills, 156 parelles amb fills i 45 famílies monoparentals amb fills.
La població ha evolucionat segons el següent gràfic:
Habitants censats

### Habitatges
El 2007 hi havia 1.051 habitatges, 769 eren l'habitatge principal de la família, 151 eren segones residències i 132 estaven desocupats. 719 eren cases i 330 eren apartaments. Dels 769 habitatges principals, 408 estaven ocupats pels seus propietaris, 307 estaven llogats i ocupats pels llogaters i 53 estaven cedits a títol gratuït; 35 tenien una cambra, 98 en tenien dues, 169 en tenien tres, 188 en tenien quatre i 279 en tenien cinc o més. 430 habitatges disposaven pel capbaix d'una plaça de pàrquing. A 404 habitatges hi havia un automòbil i a 244 n'hi havia dos o més.

### Piràmide de població
La piràmide de població per edats i sexe el 2009 era:
| Homes | Edats   | Dones |
| ----- | ------- | ----- |
| 4     | 95 o +  | 8     |
| 0     | 90 a 94 | 40    |
| 12    | 85 a 89 | 52    |
| 28    | 80 a 84 | 60    |
| 48    | 75 a 79 | 92    |
| 52    | 70 a 74 | 32    |
| 40    | 65 a 69 | 48    |
| 32    | 60 a 64 | 52    |
| 44    | 55 a 59 | 40    |
| 76    | 50 a 54 | 56    |
| 48    | 45 a 49 | 24    |
| 64    | 40 a 44 | 56    |
| 56    | 35 a 39 | 60    |
| 84    | 30 a 34 | 44    |
| 76    | 25 a 29 | 64    |
| 52    | 20 a 24 | 20    |
| 64    | 15 a 19 | 40    |
| 40    | 10 a 14 | 36    |
| 44    | 5 a 9   | 28    |
| 32    | 0 a 4   | 36    |

## Economia
El 2007 la població en edat de treballar era de 1.015 persones, 736 eren actives i 279 eren inactives. De les 736 persones actives 656 estaven ocupades (360 homes i 296 dones) i 80 estaven aturades (39 homes i 41 dones). De les 279 persones inactives 92 estaven jubilades, 113 estaven estudiant i 74 estaven classificades com a «altres inactius».

### Ingressos
El 2009 a Sancerre hi havia 733 unitats fiscals que integraven 1.451 persones, la mediana anual d'ingressos fiscals per persona era de 18.761 €.

### Activitats econòmiques
Dels 182 establiments que hi havia el 2007, 8 eren d'empreses extractives, 10 d'empreses alimentàries, 7 d'empreses de fabricació d'altres productes industrials, 10 d'empreses de construcció, 48 d'empreses de comerç i reparació d'automòbils, 6 d'empreses de transport, 24 d'empreses d'hostatgeria i restauració, 2 d'empreses d'informació i comunicació, 13 d'empreses financeres, 12 d'empreses immobiliàries, 20 d'empreses de serveis, 14 d'entitats de l'administració pública i 8 d'empreses classificades com a «altres activitats de serveis».
Dels 42 establiments de servei als particulars que hi havia el 2009, 1 era una oficina d'administració d'Hisenda pública, 1 gendarmeria, 1 oficina de correu, 3 oficines bancàries, 4 tallers de reparació d'automòbils i de material agrícola, 1 autoescola, 1 paleta, 2 guixaires pintors, 2 lampisteries, 3 electricistes, 1 empresa de construcció, 2 perruqueries, 13 restaurants i 7 agències immobiliàries.
Dels 18 establiments comercials que hi havia el 2009, 1 era un hipermercat, 3 botiges de menys de 120 m², 2 fleques, 2 carnisseries, 2 llibreries, 2 botigues d'equipament de la llar, 2 botigues d'electrodomèstics, 2 perfumeries, 1 una perfumeria i 1 una joieria.
L'any 2000 a Sancerre hi havia 64 explotacions agrícoles que ocupaven un total de 736 hectàrees.

## Equipaments sanitaris i escolars
El 2009 hi havia 1 hospital de tractaments de mitja durada (seguiment i rehabilitació), 1 un hospital de tractaments de llarga durada, 1 farmàcia i 2 ambulàncies.
El 2009 hi havia 1 escola maternal i 2 escoles elementals. Sancerre disposava d'un col·legi d'educació secundària amb 403 alumnes.

## Poblacions més properes
El següent diagrama mostra les poblacions més properes.